# Владимир Каминер
Владимир Викторович Каминер (Москва, 19. јул 1967) је немачки писац и колумниста руско-јеврејског порекла. Приповетке Војна музика (Militärmusik) и Руски диско (Russendisco) прославиле су га и изван граница Немачке. Каминер пише на немачком језику, а не на свом матерњем, руском. До јула 2010. подато је 2,9 милиона његових књига. Сам Руски диско достигао је до марта 2012. тираж од преко 1,3 милиона.

## Биографија
Каминер је рођен као син учитељице и економисте који је радио као в.д. директора у једном погону совјетске речне флоте. Током служења војне обавезе од 1985. до 1987. у једном ракетном положају код Москве, присуствовао је улету западнонемачког приватног пилота Матијаса Руста, који је непримећено прошао поред руске противваздушне одбране и слетео на Црвени трг.. Након завршеног школовања за позоришног и радијског тон-мајстора, Каминер је студирао драматургију на Руској академији драмских уметности. Током студија је разним хонорарним пословима и организовањем журки и underground концерата на московској рок-сцени зарађивао за живот.
Јуна 1990. добио је хуманитарни азил у Источној Немачкој. Још пре уједињења Источне и Западне Немачке, Каминер је 3. октобра добио држављанство Источне немачке, а самим тим након уједињења и држављанство Савезне републике Немачке.
Годинама је био члан удружења „Reformbühne Heim & Welt“, у коме је сваке недеље у уметничком кафеу Kaffee Burger читао своје најновије приче. Редовно је објављивао текстове у разним немачким новинама и часописима, имао је емисију по имену „Владимиров свет“ (Wladimirs Welt) на радију SFB 4 - Radio Multikulti, као и рубрику у јутарњем програму телевизије ZDF. У кафеу Kaffee Burger организовао је догађаје као што је „руски диско“. У музичком погледу, ова манифестација представљала је мешавину старе и нове руске поп и underground музике. Минхенска музичка кућа „Trikont“ објављивала је неке компилације руског диска. У децембру 2006. Каминер је отворио клуб Rodina (домовина) у Берлину, који је затворен након неколико месеци. Исте године најавио је, да ће 2011. приступити кабинету градоначелника града Берлина.
Каминер живи са супругом Олгом, такође руског порекла, коју је упознао у Берлину 1995, и њихових двоје деце у Берлину, на Пренцлауер Бергу (Prenzlauer Berg).

## Контроверзе везане за његову изјаву о Евровизији 2009.
У једној емисији на телевизији ARD уочи Песме Евровизије Каминер је испровоцирао публику када је релативизовао насилно прекидање недозвољеног геј протеста од стране руске полиције и на питање водитеља Томаса Андерса одговорио речима „Руси нису хомофоби, они су хомофили, само то не показују.“

## Дискографија
- Russendisko. Random House Audio. 1.  978-3-89830-135-0. CD, 73 мин, август 2000.
- Militärmusik. Random House Audio. 2.  978-3-89830-263-0. CD, 150 мин, септембар 2001.
- Schönhauser Allee. Random House Audio. 1.  978-3-89830-354-5. CD, 75 мин, март 2002.
- Die Reise nach Trulala. Random House Audio. 2.  978-3-89830-414-6. CD, 140 мин, август 2002.
- Best of … Random House Audio. 2.  978-3-89830-489-4. CD, 140 мин, март 2003.
- Helden des Alltags. (са Хелмутом Хегеом), Random House Audio. 1.  978-3-89830-549-5. CD, 70 мин, март 2003.
- Mein deutsches Dschungelbuch. Random House Audio. 2.  978-3-89830-610-2. CD, ca. 140 мин, август 2003
- Ich mache mir Sorgen, Mama. Random House Audio. 2.  978-3-89830-773-4. CD, ca. 140 мин, јун 2004.
- Karaoke. Random House Audio. 2.  978-3-86604-014-4. CD, ca. 140 мин, август 2005.
- Radio Russendisko. Random House Audio. 1.  978-3-86604-224-7. CD, ca. 70 мин, јануар 2006.
- Küche totalitär. Random House Audio. 2.  978-3-86604-114-1. CD, ca. 140 мин, фебруар 2006.
- Ich bin kein Berliner. Ein Reiseführer für faule Touristen. Random House Audio. 2.  978-3-86604-492-0. CD, март 2007.
- Mein Leben im Schrebergarten. Random House Audio. 2.  978-3-86604-670-2. CD, септембар 2007.
- Salve Papa! Random House Audio. 2.  978-3-86604-889-8. CD, август 2008.
- Es gab keinen Sex im Sozialismus. Legenden und Missverständnisse des vorigen Jahrhunderts. Random House Audio. 2.  978-3-8371-0027-3. CD, фебруар 2009.
- Meine russischen Nachbarn. Random House Audio. 2.  978-3-8371-0134-8. CD, август 2009.
- Meine kaukasische Schwiegermutter. Random House Audio. 2.  978-3-8371-0400-4. CD, август 2010.

## Филм
- 2012. почело је снимање филма Руски диско(Russendisko) Оливера Цигенбалга (Oliver Ziegenbalg), базираној на Каминеровој збирци кратких прича Russendisko. Главне улоге играју Матијас Швајгхефер (Matthias Schweighöfer), Фридрих Мике (Friedrich Mücke), Кристијан Фридел (Christian Friedel) и Сузане Борман (Susanne Bormann).[6]

## Награде
- 2012. Berliner Bär (Берлински медвед, награда за културу берлинског часописа B.Z.)